# 나누카마치역
나누카마치역(일본어: 七日町駅)은 일본 후쿠시마현 아이즈와카마쓰시에 위치한 동일본 여객철도 다다미선의 철도역이다. 단선 승강장 1면 1선의 구조를 갖춘 지상역이다.

## 이용 현황
| 승차 인원 추이 | 승차 인원 추이 |
| 연도           | 1일 평균       |
| -------------- | -------------- |
| 2000           | 293            |
| 2001           | 252            |
| 2002           | 263            |
| 2003           | 247            |
| 2004           | 268            |

## 역 주변
- 국도 제118호선 · 국도 제121호선 · 국도 제252호선
- 아이즈와카마쓰 시청

## 역사
- 1934년 11월 1일 : 국유 철도 아이즈 선의 나노카마치역으로서 개업.
- 1945년 6월 20일 : 영업 중지.
- 1946년 6월 20일 : 영업 재개.
- 1987년 4월 1일 : 일본국유철도 분할 민영화에 의해, 동일본 여객철도가 승계.
- 2002년 7월 28일 : 현재의 역사가 준공해, 역 내 카페가 개업.

## 인접 역
| 동일본 여객철도 다다미선           | 동일본 여객철도 다다미선 | 동일본 여객철도 다다미선 |
| ---------------------------------- | ------------------------ | ------------------------ |
| 아이즈와카마쓰 아이즈와카마쓰 방면 | ■ 다다미선               | 니시와카마쓰 고이데 방면 |